# Paroxya bermudensis
Paroxya bermudensis är en insektsart som beskrevs av Rehn, J.A.G. 1909. Paroxya bermudensis ingår i släktet Paroxya och familjen gräshoppor. Inga underarter finns listade i Catalogue of Life.